# Gōtoku Sakai
Gōtoku Sakai (jap. 酒井 高徳, Sakai Gōtoku; * 14. März 1991 in New York City, New York, USA) ist ein japanischer Fußballspieler mit deutschen Wurzeln. Er steht bei Vissel Kōbe unter Vertrag. Sakai kann als Links- und als Rechtsverteidiger sowie als defensiver Mittelfeldspieler spielen. Zwischen 2011 und 2018 bestritt er 42 Länderspiele für die A-Nationalmannschaft.
Sakai wurde als Sohn einer deutschen Mutter und eines japanischen Vaters in New York City geboren. Seine jüngeren Brüder Noriyoshi Sakai (Albirex Niigata) und Gōson Sakai (VfR Aalen) sind ebenfalls Profifußballer. Mit dem Fußballer Hiroki Sakai ist er nicht verwandt.

## Karriere

### Vereine

#### Albirex Niigata
Im Alter von zwei Jahren zog er mit seiner Familie nach Japan. Er begann mit zehn Jahren bei der Sanjo Soccer Sports Group mit dem Fußballspielen und wechselte im Jahr 2003 zu Reza FS Junior Youth, im Jahr 2006 in die Jugendabteilung von Albirex Niigata. Das erste Spiel für die Profimannschaft bestritt er am 7. März 2009 gegen den FC Tokyo; das Spiel endete 4:1 für Albirex.

#### VfB Stuttgart
Am 2. Januar 2012 wurde Sakai vom VfB Stuttgart bis Juni 2013 ausgeliehen. Dabei sicherten sich die Stuttgarter eine Kaufoption.
Am 11. Februar 2012 gab Sakai in der Startaufstellung beim 5:0-Sieg im Heimspiel gegen Hertha BSC sein Bundesligadebüt. Sein erstes Pflichtspieltor für den VfB erzielte er am 22. November 2012 beim 5:1-Sieg im Auswärtsspiel gegen Steaua Bukarest in der Gruppenphase der UEFA Europa League 2012/13. Insgesamt kam er in allen sechs Gruppenspielen in der Europa League für den VfB Stuttgart zum Einsatz. Am 16. Spieltag foulte er seinen Gegenspieler Lewis Holtby und wurde zum ersten Mal in seiner Profikarriere mit der Roten Karte des Feldes verwiesen. Das DFB-Sportgericht sperrte ihn für drei Ligaspiele.

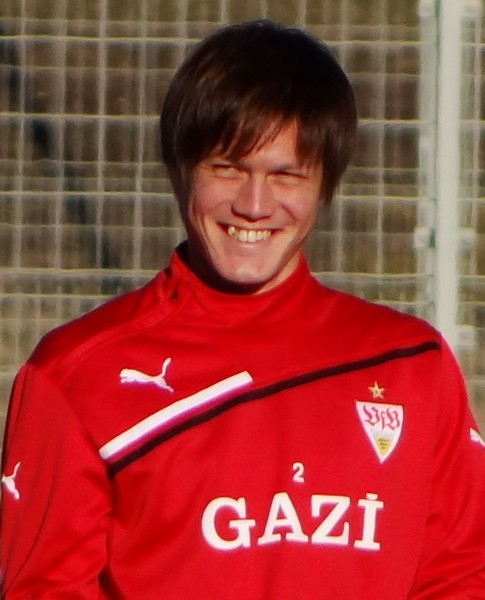
Gōtoku Sakai im Training des VfB Stuttgart (Saison 2011/12)

Nachdem der VfB Stuttgart seine Kaufoption genutzt hatte, unterzeichnete Sakai am 10. Januar 2013 einen Vertrag bis Ende Juni 2016. Am 14. Februar 2015 (21. Spieltag), bei der 1:2-Niederlage im Auswärtsspiel gegen die TSG 1899 Hoffenheim, erzielte er mit dem Treffer zum 1:1 in der 39. Minute sein erstes Bundesligator.

#### Hamburger SV
Zur Saison 2015/16 wechselte Sakai zum Hamburger SV. Sein erstes Ligaspiel für die Hamburger absolvierte Sakai am 3. Oktober bei der 0:3-Auswärtsniederlage gegen Hertha BSC: Dort wurde er zur zweiten Halbzeit für Matthias Ostrzolek eingewechselt. Im November 2016 wurde Sakai von Trainer Markus Gisdol zum Mannschaftskapitän ernannt. Sein erstes Bundesligator erzielte Sakai am 18. Spieltag der Saison 2016/17, als er bei der 1:3-Auswärtsniederlage gegen den FC Ingolstadt 04 in der 63. Minute zum Endstand traf. In dieser Spielzeit war Sakai Stammspieler und kam in 33 Bundesligaspielen zum Einsatz. Auch in der Saison 2017/18 war er unter Gisdol, Bernd Hollerbach und Christian Titz zumeist Stammspieler und kam auf 28 Einsätze. Am Saisonende musste er mit dem HSV den erstmaligen Gang in die 2. Bundesliga antreten. Dennoch verlängerte er seinen auslaufenden Vertrag am 30. Mai 2018 bis zum 30. Juni 2020. Nach dem Sieg in der 1. Runde des DFB-Pokals im August 2019 wurde der Japaner vom Mannschaftstraining freigestellt, um sich nach einem neuen Verein umzusehen.

#### Vissel Kōbe
Mitte August 2019 kehrte der Defensivspieler nach 114 Erst- und Zweitligaspielen für den HSV in seine japanische Heimat zurück und unterschrieb einen Vertrag beim Erstligisten Vissel Kōbe. Am Ende der Saison 2023 feierte er mit dem Verein aus Kōbe die japanische Meisterschaft. Am 24. November 2024 stand er mit Vissel Kōbe im Endspiel des Kaiserpokals. Gegen Gamba Osaka gewann man durch das Tor von Taisei Miyashiro mit 1:0. Am Ende der Saison 2024 feierte er mit Vissel zum zweiten Mal die japanische Meisterschaft.

### Nationalmannschaft
Sakai wurde in verschiedene Altersklassen berufen und spielte u. a. in der Qualifikation zur AFC-U19-Asienmeisterschaft. In der Qualifikation bestritt er vier Spiele und erzielte dabei zwei Tore. Zur Asienmeisterschaft 2011 wurde Sakai in den Kader der A-Nationalmannschaft berufen. Er musste seine Teilnahme an diesem Turnier jedoch wegen einer Verletzung absagen.
Zur Qualifikation für die Olympischen Spiele 2012 in London wurde Sakai in die U23-Nationalmannschaft berufen. Am 21. September 2011 stand er im ersten Spiel der Gruppe C der Olympiaqualifikation der Asiatischen Fußball-Konföderation in der Startelf der japanischen Auswahlmannschaft und gewann gegen Malaysia mit 2:0. Zwei Monate danach wurde er beim 2:0-Sieg Japans in Bahrain eingewechselt. Nach seinem Vereinswechsel nach Deutschland zum Jahreswechsel absolvierte die japanische U23 den Rest der erfolgreichen Olympiaqualifikation in der ersten Jahreshälfte 2012 ohne Sakai. Im Anschluss an die Bundesligasaison 2011/12 nahm er mit der japanischen U23-Auswahl am Turnier von Toulon teil. Am 2. Juli 2012 wurde Sakai in die Olympiaauswahl Japans für das olympische Turnier in London berufen. Er spielte in den ersten vier Spielen des Turniers für die japanische Olympiamannschaft und wurde nur bei den beiden Niederlagen im Halbfinale und im Spiel um die Bronzemedaille nicht eingesetzt.
Am 6. September 2012 debütierte Sakai für die japanische A-Nationalmannschaft beim 1:0-Sieg im Turnier um den Kirin Cup gegen die Vereinigten Arabischen Emirate in Niigata. Mit seinem Pflichtspieldebüt in der Qualifikation zur Weltmeisterschaft 2014 am 14. November 2012 gegen die Nationalmannschaft des Oman empfahl er sich endgültig für die Samurai Blue. Mit der A-Nationalmannschaft qualifizierte er sich für die WM 2014 in Brasilien.
Im Juli 2018 gab Sakai nach dem Ausscheiden seiner Mannschaft im Achtelfinale der WM 2018 im Alter von 27 Jahren seinen Rücktritt aus der Nationalmannschaft Japans bekannt.

## Erfolge

### Verein
Vissel Kōbe
- Japanischer Meister: 2023, 2024
- Japanischer Supercup-Sieger 2020
- Japanischer Pokalsieger:2019, 2024

### Nationalmannschaft
Japan
- Asienmeister 2011 (ohne Einsatz)